# كرايغ نيلسون
كرايغ نيلسون (بالإنجليزية: Craig Nelson)‏ (28 مايو 1971 في المملكة المتحدة - ) هو لاعب كرة قدم بريطاني في مركز حراسة المرمى. شارك مع منتخب اسكتلندا الثانوي لكرة القدم ‏. أما مع النوادي، فقد لعب مع سانت جونستون ونادي بارتيك ثيسل ونادي بريتشين سيتي ونادي فالكيرك ونادي كورك سيتي وهارت أوف ميدلوثيان ونادي آير يونايتد.

## وصلات خارجية
- كرايغ نيلسون على موقع قاعدة بيانات كرة القدم.إي يو (الإنجليزية)
- كرايغ نيلسون على موقع Soccerbase.com (لاعب) (الإنجليزية)